# Virgin Atlantic GlobalFlyer
Scaled Composites Model 311 Virgin Atlantic GlobalFlyer – samolot zaprojektowany przez Burta Rutana na pokładzie którego Steve Fossett wykonał samotny lot bez lądowania dookoła świata w dniach od 28 lutego 2005 do 3 marca 2005. Samolot jest obecnie eksponatem w muzeum lotnictwa National Air and Space Museum w Waszyngtonie.

## Historia
Ideą powstania samolotu była chęć wykonania lotu dookoła świata, bez lądowania, w jednoosobowej maszynie. Rutan miał już doświadczenie w konstruowaniu takich samolotów, jego Rutan Voyager, napędzany dwoma tłokowymi silnikami, w grudniu 1986 roku, z dwuosobową załogą wykonał taki lot. Aby mógł tego dokonać jeden człowiek potrzebny był znacznie szybszy samolot. Pierwsze szkice nowej maszyny (oznaczonej jako 311-1) powstały w 1999 roku, nowa konstrukcja napędzana miała być silnikiem turbośmigłowym z dwoma śmigłami, jednym z przodu kadłuba a drugim z tyłu, umieszczonym na szczycie statecznika pionowego, używanym tylko podczas startu maszyny. Kolejne analizy przydatności takiego silnika wypadły na jego niekorzyść i w następnych wersjach samolotu brany był pod uwagę już tylko napęd odrzutowy. Wybrano silnik turbowentylatorowy Williams International FJ44, o takim wyborze zadecydowało to, że był to masowo produkowany silnik (używany między innymi w samolotach Cessna Citation), ekonomiczny, łatwy w obsłudze, niezawodny, sprawdzony i o niskich kosztach eksploatacji. Zastosowanie zaawansowanych programów komputerowych do zaprojektowania kształtu samolotu pozwoliło uzyskać konstrukcję o doskonałości aerodynamicznej rzędu 37 (tyle co dobrej klasy szybowiec). Praktycznie oznaczało to, że samolot znajdujący się na  wysokości około 15 km, był w stanie przelecieć z wyłączonym silnikiem około 400 km. W 2005 roku maszyna była gotowa do rekordowego przelotu.

## Rekord

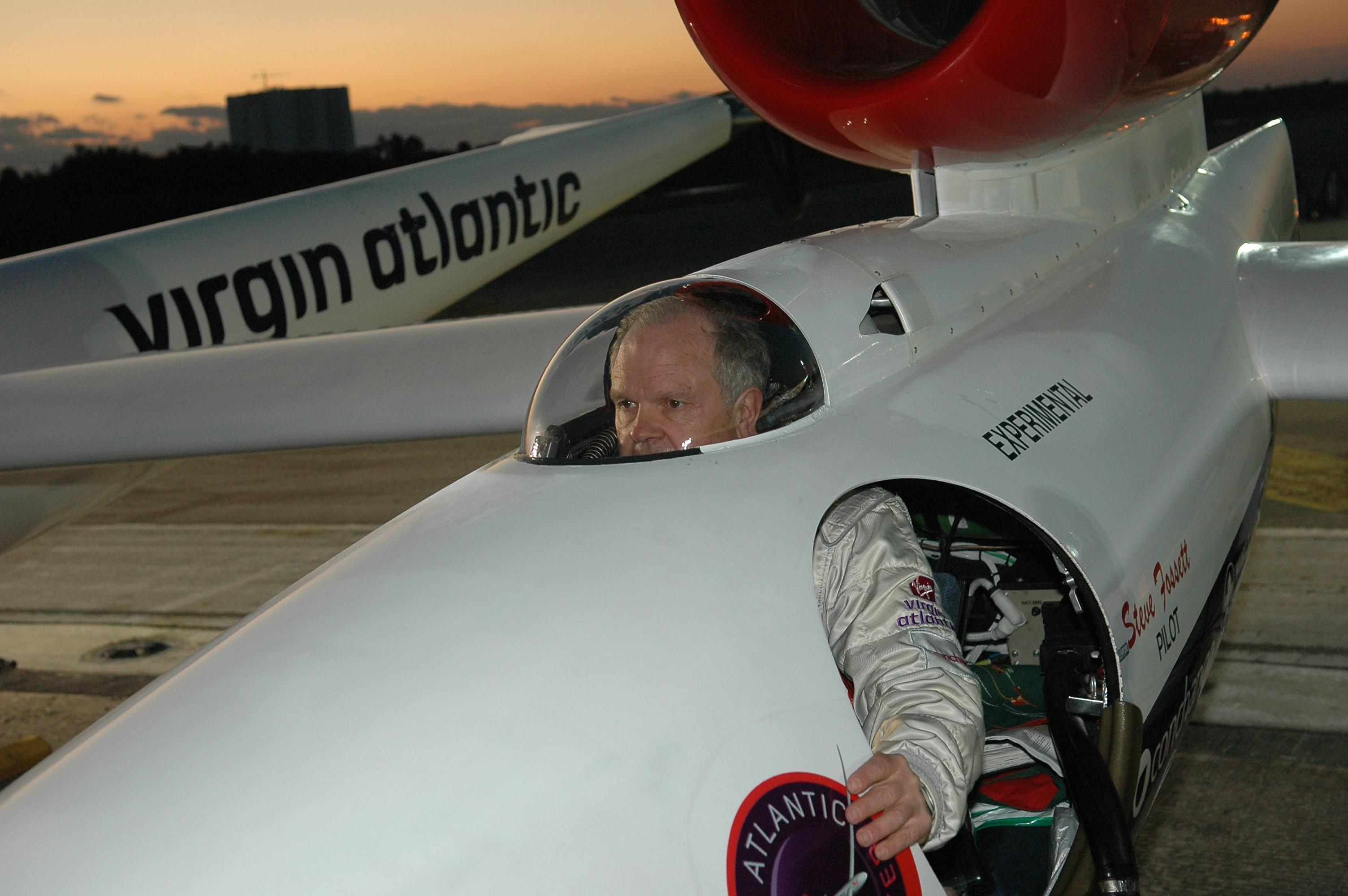
Steve Fossett w kabinie GlobalFlyer

Pierwotnie zakładano, że samolot wystartuje w swój rekordowy lot w pierwszym tygodniu stycznia 2005 roku, jednak analiza prądów powietrza na wysokości przelotowej maszyny wykazała, że nie jest to najkorzystniejszy moment. 6 stycznia 2005 roku GlobalFlyer znalazł się w Salina w stanie Kansas. Wybrano ten port lotniczy do startu z racji niewielkiego ruchu lotniczego panującego w okolicach oraz posiadania przez miejscowe lotnisko pasa o znacznej długości 3750 metrów. Stanowisko kontroli lotu umieszczono na terenie kampusu miejscowego uniwersytetu stanowego (Kansas State University). 28 lutego 2005 roku po blisko miesiącu oczekiwania na dogodne warunki pogodowe, o godzinie 18:47 czasu lokalnego GlobalFlyer, za sterami którego siedział Steve Fossett oderwał się od ziemi i poleciał na wschód. Po dwóch godzinach maszyna osiągnęła wysokość 12 kilometrów a po kolejnych 12, swoją optymalną wysokość przelotową. Samolot przeleciał nad wschodnim wybrzeżem Kanady i lecąc nad Północnym Atlantykiem skierował się ku Wyspom Brytyjskim. Minąwszy Irlandię pilot poleciał w kierunku Grecji i dalej na Bliski Wschód i Arabię Saudyjską. Po 27 godzinach od startu GlobalFlyer był już nad Pakistanem. Następnie samolot przeleciał nad północnymi Indiami i skierował się w kierunku Chin. Po minięciu Państwa Środka pojawił się problem, okazało się, że w zbiornikach samolotu znajduje się mniej paliwa niż zakładano i może nie starczyć go na dokończenie lotu, a w perspektywie był przelot nad Pacyfikiem. Fossett podjął decyzję o dalszym locie licząc na sprzyjające prądy strumieniowe, co okazało się słuszną decyzją. Po 67 godzinach, 1 minucie i 46 sekundach od startu, po pokonaniu 36 819 km (o 31 km więcej niż wymagały przepisy FAI), ze średnią prędkością 550,78 km/h, Steve Fossett wylądował w Salina. Po lądowaniu okazało się, że w zbiornikach znajduje się jeszcze 680 kg paliwa.
Warunki panujące na pokładzie nie były komfortowe. Fossett siedział w bardzo ciasnej kabinie, przez pierwszą dobę lotu w ogóle nie spał, a później wpadał w trwające kilka minut drzemki, z których budzili go kontrolerzy lotu. Z powodu braku toalety na pokładzie i wynikających z tego powodu problemów odżywiał się tylko mieszankami mlecznymi, kupionymi podobno w zwykłym supermarkecie.

## Konstrukcja
GlobalFlyer jest trzykadłubowym, jednosilnikowym samolotem z napędem odrzutowym zbudowanym z kompozytów węglowo-epoksydowych. W kadłubie wewnętrznym umieszczona jest ciśnieniowa kabina pilota, nad którą znajduje się silnik turbowentylatorowy. Z przodu umieszczono przednią goleń dwukołowego podwozia. Zbiorniki paliwa znajdują się w zewnętrznych kadłubach oraz w skrzydle. Zewnętrzne kadłuby zakończone są klasycznym usterzeniem. W nich również umieszczono chowane w czasie lotu, jednokołowe podwozie główne. Samolot lądując hamuje przy użyciu dwóch spadochronów wypuszczanych przed przyziemieniem.